# Kalinka
«Kalinka» (en ruso: Калинка) es una conocida canción rusa. Ha sido confundida como una genuina canción folclórica, pero realmente fue escrita por el compositor Iván Petróvich Lariónov (1830-1889) en 1860, e interpretada por primera vez en Sarátov como parte de una obra teatral que él había compuesto. Pronto fue añadida al repertorio de un grupo coral folclórico.

## Significado

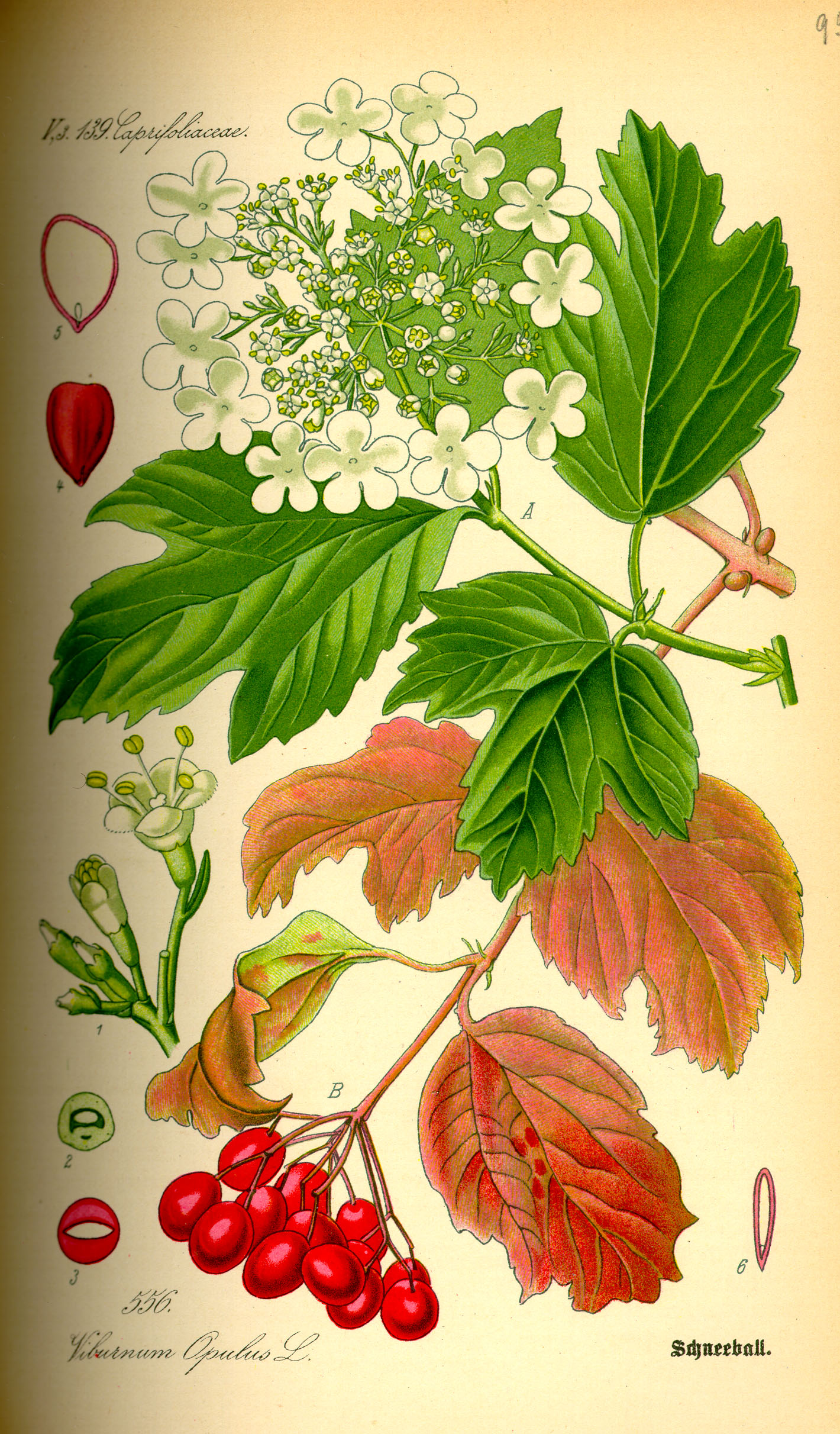
Viburnum opulus: Bayas de nieve (Kalinka)

Con un tiempo rápido y palabras ligeras, la canción celebra un arbusto de "bayas de nieve" Viburnum opulus, de la familia Adoxaceae, denominado "калинa" ('kalina') en ruso. Los cantantes y bailarines muchas veces entran en una frenética celebración de canto y danza mientras representan esta canción. 
Kalina es un arbusto con bayas amargas de color rojo intenso, que con las primeras heladas adquieren un sabor astringente agradable. Los frutos contienen en su interior la semilla en forma de corazón.
Kalinka es diminutivo cariñoso de kalina. Lo mismo sucede con малина («frambuesa»), la frambuesa citada a continuación, que se transforma en malinka (frambuesita). Es interesante que este tipo de bayas, en antigüedad, han servido de ofrenda tradicional a una deidad pagana eslava llamada Liuli, diosa de la tierra, la primavera, el amor y la fertilidad. Люли de la serie (Liuli) se utiliza en las canciones de cuna, podría compararse con «ea» español, y aparece con frecuencia en las canciones populares que tienen que ver con el calor del amor de primavera.
El segundo verso de la primera estrofa ("Спать положите вы меня!") se debe traducir literalmente: 'Ponedme a dormir'.
Solo en el tercer verso el autor habla claramente de una «niña bonita» («krassavitsa красавица») y utiliza el término «душа девица» («dusha dievitsa», literalmente "el alma-jovencita', sabiendo que la palabra alma se usa a menudo para describir a un ser querido) que es la expresión consagrada, especialmente en los cuentos, para describir a una niña muy hermosa. Así, sólo en la tercera estrofa (cuando no se conoce la canción) se comprende el doble sentido que en las dos primeras y el coro corresponden a la metáfora entre los elementos vegetales y la mujer, (dado que en ruso, la palabra pino ("сосна", pronunciado sosna) es femenino).
Algunos especulan que el ritmo del coro (a ratos puntuado que se acelera) se refiere específicamente al acto sexual, mientras que las coplas, más lentas, se refieren al ensueño del joven tumbado bajo el árbol. Se podría considerar que la canción «Kalinka» está emulando una especie de conjuro para el amor.

## Letra
| Ruso Калинка Калинка, калинка, калинка моя! В саду ягода малинка, малинка моя! Ах, под сосною, под зеленою, Спать положите вы меня! Ай-люли, люли, ай-люли, Спать положите вы меня. Калинка, калинка, калинка моя! В саду ягода малинка, малинка моя! Ах, сосëнушка ты зеленая, Не шуми же надо мной! Ай-люли, люли, ай-люли, Не шуми же надо мной! Калинка, калинка, калинка моя! В саду ягода малинка, малинка моя! Ах, красавица, душа-девица, Полюби же ты меня! Ай-люли, люли, ай-люли, Полюби же ты меня! Калинка, калинка, калинка моя! В саду ягода малинка, малинка моя! | Transliteración (Fonética) Kalinka Kalinka, kalinka, kalinka maya! V sadu yagada malinka, malinka maya! Aj, pad sasnoyu, pad zielenoyu, Spat' palazhite vy mienya! Ay-lyuli, lyuli, ay-lyuli, Spat' palazhite vy mienya. Kalinka, kalinka, kalinka maya! V sadu yagada malinka, malinka maya! Aj, sosyonushka ty zielenaya, Nié shumi zhe nado mnoy! Ay-lyuli, lyuli, ay-lyuli, Ne shumi zhe nado mnoy! Kalinka, kalinka, kalinka maya! V sadu yagada malinka, malinka maya! Aj, krasavitsa, dusha-devitsa, Polyubi zhe ty menya! Ay-lyuli, lyuli, ay-lyuli, Polyubi zhe ty menya! Kalinka, kalinka, kalinka maya! V sadu yagada malinka, malinka maya! | Español Bayita de nieve Bayita de nieve, bayita de nieve, ¡bayita de nieve mía! En el jardín está la frambuesita, ¡frambuesita mía! ¡Ah! Debajo del abeto, debajo del verde, ¡Ponedme a dormir! Ai liuli, liuli, ai liuli, liuli ¡Ponedme a dormir! Bayita de nieve, bayita de nieve, ¡bayita de nieve mía! En el jardín está la frambuesita, ¡frambuesita mía! ¡Ah! Tú, abeto verde ¡No hagas barullo encima de mí! Ai liuli, liuli, ai liuli, liuli ¡No hagas barullo encima de mí! Bayita de nieve, bayita de nieve, ¡bayita de nieve mía! En el jardín está la frambuesita, ¡frambuesita mía! ¡Ah! Bellísima y bondadosa, ¡Enamórate de mí! Ai liuli, liuli, ai liuli, liuli, ¡Enamórate de mí! Bayita de nieve, bayita de nieve, ¡bayita de nieve mía! En el jardín está la frambuesita, ¡frambuesita mía! |

## Uso en el mundo
Cómo se utiliza el nombre de "Kalinka, Malinka"
- El nombre de "Kalinka, Malinka" se ha convertido en una forma deliberada de "folk-ruso" y se utiliza ampliamente en Rusia y el extranjero: para los restaurantes de cocina rusa, tiendas de artículos típicos, incluso un estudio de fotografía en San Petersburgo.
- También se popularizó como una de las músicas de fondo del conocido videojuego Tetris, adaptado a diversas plataformas informáticas, y todo un éxito en la industria del sector, convirtiéndose en un icono del entretenimiento electrónico audiovisual.[4]
- En los 2 OVAs que componen el anime Labyrinth of Flames (2000) aparece como tema de cierre.
- En 2003, el magnate ruso Román Abramóvich compró el club de fútbol de la Chelsea FC, desde ese momento se canta Kalinka antes o después de los partidos más importantes para el Chelsea en casa, como ocurrió durante la Champions League contra el FC Barcelona y la final de la Carling Cup.
- En el 2018 se hizo más conocida aún al ser interpretada el 15 de julio por la soprano rusa Aida Garifullina con ocasión de la Clausura del Mundial de Fútbol Rusia 2018.
- Se hace referencia de "Kalinka, Malinka" en una canción conocida de Vocaloid, interpretada por Miku Hatsune y Gumi Megpoid; Matryoshka.
- Un personaje de las sagas Mega Man se llama Kalinka.
- En el videojuego Civilization VI, Kalinka es la banda sonora de la Civilización Rusa. A medida que el jugador progresa a lo largo de las diferentes eras de la civilización, la canción se vuelve más compleja ya que se le agregan más instrumentos y coros.[5]

### En España
- En 1986 la oposición a la entrada de España en la OTAN, y de ella la izquierda prosoviética,[6] la usó con la letra: "Ay, no OTAN no, OTAN no, OTAN no" con la música de Kalinka.[7][8]
- A finales de los años 1990 y principios del 2000, la melodía fue utilizada en las protestas contra el Trasvase del Ebro incluido en el Plan Hidrológico Nacional. Aragoneses y catalanes cantaron "Oh no, Trasvase no, Trasvase, no" con dicha melodía.
- En 2008, la música de esta canción fue utilizada por la afición de España para celebrar la victoria de la Selección de fútbol de España ante la de Rusia, país originario de Kalinka, en las semifinales de la Euro 2008, al grito de "Yo soy español, español, español".[9] La selección española acabaría ganando este torneo, lo que popularizó aún más este cántico. Desde entonces es entonado para festejar éxitos deportivos de España en todos los ámbitos, como fueron las medallas conseguidas en los Juegos Olímpicos de Pekín 2008 o la Copa Davis 2008 ganada ante Argentina.[10]
- En 2007 y años siguientes en Cataluña, el movimiento estudiantil progresista retomó el uso reivindicativo de la Canción soviética entonando el: "No no Bolonia no, Bolonia no, Bolonia no" en oposición a la reforma de la educación superior europea conocida como Proceso de Bolonia.
- En la película de José Luis Cuerda, Amanece que no es poco de 1989, un grupo de desertores rusos se ponen a cantarla y a bailarla en la Iglesia, durante la celebración de la misa, siendo poco apreciada por los feligreses.